# 選抜高等学校野球大会 (鹿児島県勢)
選抜高等学校野球大会（春の甲子園）における鹿児島県勢の成績について記す。

## 大会結果
| 大会   | 開催年 | 選出校                     | 試合結果 | 試合結果                 | 成績     |
| ------ | ------ | -------------------------- | -------- | ------------------------ | -------- |
| 第2回  | 1925年 | 鹿児島一中（初出場）       | 準々決勝 | ● 2 - 3x 愛知一中        | 初戦敗退 |
| 第5回  | 1928年 | 鹿児島商（初出場）         | 1回戦    | ● 3 - 10 愛知商          | 初戦敗退 |
| 第6回  | 1929年 | 鹿児島商（2年連続2回目）   | 1回戦    | ● 1 - 4 関西甲種商       | 初戦敗退 |
| 第13回 | 1936年 | 鹿児島商（7年ぶり3回目）   | 2回戦    | ● 1 - 5 京都師範         | 初戦敗退 |
| 第17回 | 1940年 | 鹿児島商（4年ぶり4回目）   | 2回戦    | ● 0 - 6 平安中           | 初戦敗退 |
| 第24回 | 1952年 | 鹿児島商（12年ぶり5回目）  | 2回戦    | △ 4 - 4 海南（延長11回） | ベスト8  |
| 第24回 | 1952年 | 鹿児島商（12年ぶり5回目）  | 2回戦    | ○ 6 - 0 海南             | ベスト8  |
| 第24回 | 1952年 | 鹿児島商（12年ぶり5回目）  | 準々決勝 | ● 1 - 13 鳴門            | ベスト8  |
| 第27回 | 1955年 | 鹿児島商（3年ぶり6回目）   | 1回戦    | ● 1 - 4 県尼崎           | 初戦敗退 |
| 第28回 | 1956年 | 鹿児島玉龍（初出場）       | 2回戦    | ● 0 - 3 岐阜商           | 初戦敗退 |
| 第32回 | 1960年 | 鹿児島商（5年ぶり7回目）   | 1回戦    | ● 2 - 15 慶応            | 初戦敗退 |
| 第32回 | 1960年 | 鹿児島玉龍（4年ぶり2回目） | 1回戦    | ● 2 - 6 大宮             | 初戦敗退 |
| 第34回 | 1962年 | 鹿児島玉龍（2年ぶり3回目） | 1回戦    | ● 2 - 4 高知             | 初戦敗退 |
| 第43回 | 1971年 | 鹿児島商（11年ぶり8回目）  | 1回戦    | ● 0 - 6 日大三           | 初戦敗退 |
| 第44回 | 1972年 | 鹿児島実（初出場）         | 1回戦    | ○ 3 - 0 取手一           | 2回戦    |
| 第44回 | 1972年 | 鹿児島実（初出場）         | 2回戦    | ● 2 - 3 銚子商           | 2回戦    |
| 第46回 | 1974年 | 鹿児島商（3年ぶり9回目）   | 1回戦    | ● 3 - 4 報徳学園         | 初戦敗退 |
| 第48回 | 1976年 | 鹿児島実（4年ぶり2回目）   | 1回戦    | ○ 2 - 0 学法石川         | 2回戦    |
| 第48回 | 1976年 | 鹿児島実（4年ぶり2回目）   | 2回戦    | ● 1 - 5 北陽             | 2回戦    |
| 第50回 | 1978年 | 鹿児島商（5年ぶり10回目）  | 1回戦    | ● 4 - 5 福井商           | 初戦敗退 |
| 第52回 | 1980年 | 鹿児島商工（初出場）       | 1回戦    | ● 1 - 6 秋田商           | 初戦敗退 |
| 第54回 | 1982年 | 鹿児島商工（2年ぶり2回目） | 1回戦    | ○ 4x - 3 鳴門商          | 2回戦    |
| 第54回 | 1982年 | 鹿児島商工（2年ぶり2回目） | 2回戦    | ● 3 - 4 二松学舎大付     | 2回戦    |
| 第57回 | 1985年 | 鹿児島商工（3年ぶり3回目） | 1回戦    | ○ 5 - 1 徳島商           | 2回戦    |
| 第57回 | 1985年 | 鹿児島商工（3年ぶり3回目） | 2回戦    | ● 3 - 5 伊野商           | 2回戦    |
| 第58回 | 1986年 | 鹿児島商（8年ぶり11回目）  | 1回戦    | ● 0 - 8 広島工           | 初戦敗退 |
| 第61回 | 1989年 | 鹿児島商工（4年ぶり4回目） | 1回戦    | ● 4 - 7 横浜商           | 初戦敗退 |
| 第62回 | 1990年 | 鹿児島実（14年ぶり3回目）  | 1回戦    | ○ 5 - 4 秋田経法大付     | ベスト8  |
| 第62回 | 1990年 | 鹿児島実（14年ぶり3回目）  | 2回戦    | ○ 4 - 0 川西緑台         | ベスト8  |
| 第62回 | 1990年 | 鹿児島実（14年ぶり3回目）  | 準々決勝 | ● 3 - 4 東海大甲府       | ベスト8  |
| 第63回 | 1991年 | 鹿児島実（2年連続4回目）   | 1回戦    | ○ 8 - 5 東邦（延長10回） | ベスト8  |
| 第63回 | 1991年 | 鹿児島実（2年連続4回目）   | 2回戦    | ○ 7 - 5 学法石川         | ベスト8  |
| 第63回 | 1991年 | 鹿児島実（2年連続4回目）   | 準々決勝 | ● 2 - 5 広陵             | ベスト8  |
| 第65回 | 1993年 | 鹿児島実（2年ぶり5回目）   | 2回戦    | ○ 6 - 5 関西             | 3回戦    |
| 第65回 | 1993年 | 鹿児島実（2年ぶり5回目）   | 3回戦    | ● 1 - 11 上宮            | 3回戦    |
| 第65回 | 1993年 | 鹿児島商工（4年ぶり5回目） | 2回戦    | ○ 4 - 2 南部             | ベスト8  |
| 第65回 | 1993年 | 鹿児島商工（4年ぶり5回目） | 3回戦    | ○ 4 - 0 東北             | ベスト8  |
| 第65回 | 1993年 | 鹿児島商工（4年ぶり5回目） | 準々決勝 | ● 1 - 6 国士舘           | ベスト8  |
| 第66回 | 1994年 | 鹿児島実（2年連続6回目）   | 1回戦    | ● 3 - 7 広島商           | 初戦敗退 |
| 第68回 | 1996年 | 鹿児島実（2年ぶり7回目）   | 1回戦    | ○ 2 - 1 伊都             | 優勝     |
| 第68回 | 1996年 | 鹿児島実（2年ぶり7回目）   | 2回戦    | ○ 2 - 0 滝川二           | 優勝     |
| 第68回 | 1996年 | 鹿児島実（2年ぶり7回目）   | 準々決勝 | ○ 2 - 1 宇都宮工         | 優勝     |
| 第68回 | 1996年 | 鹿児島実（2年ぶり7回目）   | 準決勝   | ○ 3 - 2 岡山城東         | 優勝     |
| 第68回 | 1996年 | 鹿児島実（2年ぶり7回目）   | 決勝     | ○ 6 - 3 智弁和歌山       | 優勝     |
| 第70回 | 1998年 | 樟南（5年ぶり6回目）       | 1回戦    | ● 1 - 5 PL学園           | 初戦敗退 |
| 第74回 | 2002年 | 樟南（4年ぶり7回目）       | 1回戦    | ● 3 - 6 広島商           | 初戦敗退 |
| 第77回 | 2005年 | 神村学園（初出場）         | 1回戦    | ○ 5 - 3 星稜             | 準優勝   |
| 第77回 | 2005年 | 神村学園（初出場）         | 2回戦    | ○ 5 - 3 市和歌山商       | 準優勝   |
| 第77回 | 2005年 | 神村学園（初出場）         | 準々決勝 | ○ 3 - 2 沖縄尚学         | 準優勝   |
| 第77回 | 2005年 | 神村学園（初出場）         | 準決勝   | ○ 4 - 0 羽黒             | 準優勝   |
| 第77回 | 2005年 | 神村学園（初出場）         | 決勝     | ● 2 - 9 愛工大名電       | 準優勝   |
| 第79回 | 2007年 | 鹿児島商（21年ぶり12回目） | 1回戦    | ● 0 - 1 北陽             | 初戦敗退 |
| 第80回 | 2008年 | 鹿児島工（初出場）         | 2回戦    | ○ 3 - 1 水戸商           | 3回戦    |
| 第80回 | 2008年 | 鹿児島工（初出場）         | 3回戦    | △ 3 - 3 平安（延長15回） | 3回戦    |
| 第80回 | 2008年 | 鹿児島工（初出場）         | 3回戦    | ● 0 - 1 平安             | 3回戦    |
| 第81回 | 2009年 | 神村学園（4年ぶり2回目）   | 1回戦    | ● 1 - 5 中京大中京       | 初戦敗退 |
| 第83回 | 2011年 | 鹿児島実（15年ぶり8回目）  | 1回戦    | ○ 5 - 3 浦和学院         | ベスト8  |
| 第83回 | 2011年 | 鹿児島実（15年ぶり8回目）  | 2回戦    | ○ 7 - 2 城南             | ベスト8  |
| 第83回 | 2011年 | 鹿児島実（15年ぶり8回目）  | 準々決勝 | ● 0 - 2 東海大相模       | ベスト8  |
| 第84回 | 2012年 | 神村学園（3年ぶり3回目）   | 1回戦    | ○ 9 - 5 石巻工           | 2回戦    |
| 第84回 | 2012年 | 神村学園（3年ぶり3回目）   | 2回戦    | ● 1 - 3 健大高崎         | 2回戦    |
| 第85回 | 2013年 | 尚志館（初出場）           | 2回戦    | ○ 2 - 1 大和広陵         | 3回戦    |
| 第85回 | 2013年 | 尚志館（初出場）           | 3回戦    | ● 3 - 6 北照             | 3回戦    |
| 第86回 | 2014年 | 神村学園（2年ぶり4回目）   | 1回戦    | ○ 6 - 1 岩国             | 2回戦    |
| 第86回 | 2014年 | 神村学園（2年ぶり4回目）   | 2回戦    | ● 0 - 12 福知山成美      | 2回戦    |
| 第86回 | 2014年 | 大島（21世紀枠・初出場）   | 1回戦    | ● 2 - 16 龍谷大平安      | 初戦敗退 |
| 第87回 | 2015年 | 神村学園（2年連続5回目）   | 1回戦    | ● 0 - 12 仙台育英        | 初戦敗退 |
| 第88回 | 2016年 | 鹿児島実（5年ぶり9回目）   | 1回戦    | ○ 6 - 2 常総学院         | 2回戦    |
| 第88回 | 2016年 | 鹿児島実（5年ぶり9回目）   | 2回戦    | ● 1 - 4 智弁学園         | 2回戦    |
| 第92回 | 2020年 | 鹿児島城西（初出場）       | 交流試合 | ● 1 - 3 加藤学園         | （中止） |
| 第94回 | 2022年 | 大島（8年ぶり2回目）       | 1回戦    | ● 0 - 8 明秀日立         | 初戦敗退 |
| 第96回 | 2024年 | 神村学園（9年ぶり6回目）   | 1回戦    | ○ 6 - 3 作新学院         | 2回戦    |
| 第96回 | 2024年 | 神村学園（9年ぶり6回目）   | 2回戦    | ● 2 - 4 大阪桐蔭         | 2回戦    |

## 通算成績
| 出場 | 試合 | 勝利 | 敗戦 | 引分 | 勝率 | 優勝 | 準優勝 | ベスト4 | ベスト8 |
| ---- | ---- | ---- | ---- | ---- | ---- | ---- | ------ | ------- | ------- |
| 43   | 72   | 29   | 41   | 2    | .414 | 1    | 1      | 0       | 6       |

## 学校別成績
| 校名                             | 出場 | 勝敗       | 直近出場 | 最高成績 | 前身校     |
| -------------------------------- | ---- | ---------- | -------- | -------- | ---------- |
| 鹿児島商（市立、鹿児島市）       | 12回 | 1勝12敗1分 | 2007年   | ベスト8  |            |
| 鹿児島実（私立、鹿児島市）       | 9回  | 15勝8敗    | 2016年   | 優勝1回  |            |
| 樟南（私立、鹿児島市）           | 7回  | 4勝7敗     | 2002年   | ベスト8  | 鹿児島商工 |
| 神村学園（私立、いちき串木野市） | 6回  | 7勝6敗     | 2024年   | 準優勝   |            |
| 鹿児島玉龍（市立、鹿児島市）     | 3回  | 0勝3敗     | 1962年   | 初戦敗退 |            |
| 大島（県立、奄美市）             | 2回  | 0勝2敗     | 2022年   | 初戦敗退 |            |
| 鹿児島工（県立、鹿児島市）       | 1回  | 1勝1敗1分  | 2008年   | 3回戦    |            |
| 尚志館（私立、志布志市）         | 1回  | 1勝1敗     | 2013年   | 3回戦    |            |
| 鶴丸（県立、鹿児島市）           | 1回  | 0勝1敗     | 1925年   | 初戦敗退 | 鹿児島一中 |
| 鹿児島城西（私立、日置市）       | 1回  | 0勝0敗     | 2020年   |          |            |